# AN/PRC-6

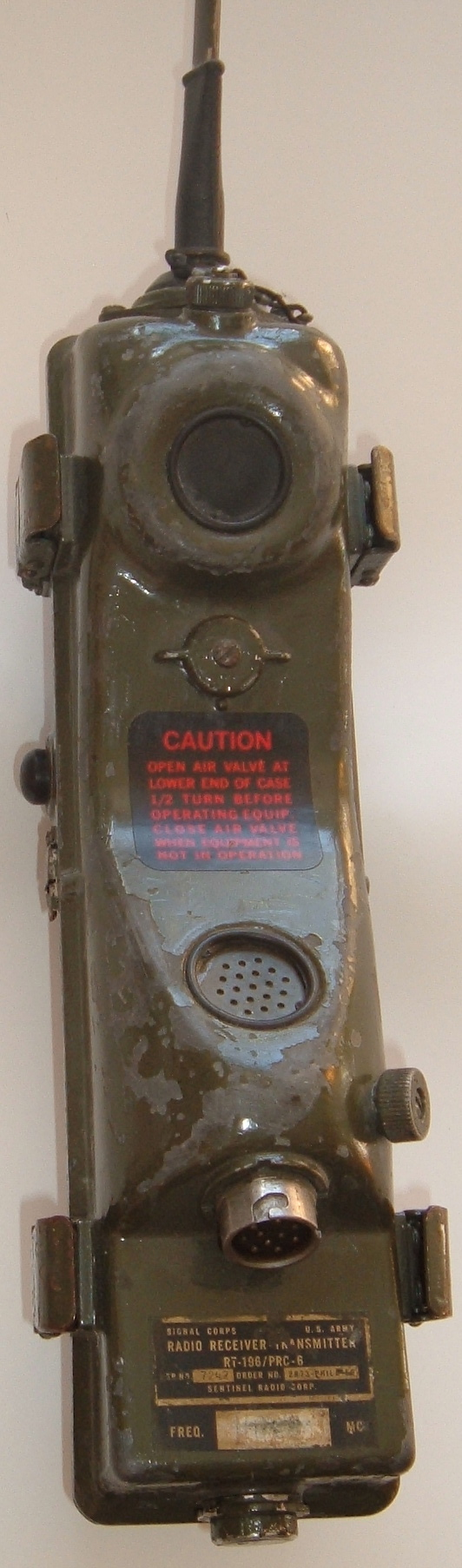
Un AN/PRC-6, algo despintado por el uso.

El AN/PRC-6 es un walkie-talkie utilizado por el ejército de los EE. UU. desde finales de la Guerra de Corea hasta la Guerra de Vietnam. Raytheon desarrolló el RT-196/PRC-6 después de la Segunda Guerra Mundial como reemplazo del "handy-talkie" SCR-536. El AN/PRC-6 utiliza FM de banda ancha en una frecuencia controlada por un solo cristal en la banda VHF de 47 a 55,4 MHz. La potencia de salida nominal es de unos 250 mW. El alcance es de aproximadamente una milla (1,6 km) en campo abierto, pero algo menos en la espesura de la selva. El Cuerpo de Marines de los EE. UU. Hizo un uso limitado del AN/PRC-6 hasta 1972.

## Descripción
El circuito AN/PRC-6 utiliza 13 tubos de vacío para el receptor y el transmisor combinados, todos menos uno subminiatura. La unidad puede cambiarse a una frecuencia diferente en el campo reemplazando el cristal y ajustando los circuitos sintonizados, usando el indicador de sintonización ID-292 /PRC-6. El diagrama de ajuste dentro de la carcasa no es lo suficientemente preciso como para alinear correctamente la unidad. El AN/PRC-6 utiliza una antena de látigo de 24 pulgadas (61 cm), con un conector BNC para una antena directiva externa (con mayor ganancia). Hay un auricular opcional H-33*/PT que se puede conectar al AN/PRC-6 con un cable de 5 pies (1,5 m). El RT-196 puede transportarse colgado del hombro utilizando una correa de lona prevista a tal efecto.
El rango de frecuencia del PRC-6 abarca la banda de radioaficionados de 6 metros (50-54 MHz en los EE. UU. y Canadá, siendo de 50-52 MHz en el Reino Unido). Hay muchas versiones de estos equipos disponibles y relativamente baratas (alrededor de 50-60£ en el Reino Unido) en comparación con otras emisoras militares de la época. Como resultado, se han puesto en marcha muchos aparatos, aunque en la práctica hay un obstáculo, por la necesidad de construir nuevas fuentes de alimentación personalizadas que, según como se hagan, pueden dar una potencia y alcance limitados. (no se fabrican baterías secas originales, con salidas de +1.5, +4.5, +45 y +90 voltios) . Además, cada vez que se precisa un cambio de frecuencia, se requiere un cristal separado y una laboriosa sintonización. Por esta razón, en los EE. UU., en muchos eventos de radio, se usa un cristal 51 MHz como una frecuencia básica, lo que requiere ajustarlo solo la primera vez.

## Clasificación ITU
De acuerdo con el Reglamento de Radiocomunicaciones de la UIT, artículo 1.73, el walkie-talkie AN/PRC-6 se clasifica como estación de radio / estación móvil terrestre .

## Versiones
El AN/PRC 6 también se fabricó bajo licencia en Francia ("TR-PP-8") y Alemania (versión de 6 canales o PRC6/6). Israel también fabricó equipos de un solo canal. La modernización del AN/PRC6 dio como resultado varios modelos de estado sólido sintetizados y controlados por cristal , por lo general con una potencia de salida más alta. Por ejemplo, en Grecia y en Italia (RT-196C/PRC) los conjuntos de válvulas se modificaron a mediados de la década de 1980 y se convirtieron en unidades de estado sólido de un solo canal alojadas dentro de la carcasa original. Estas versiones actualizadas de estado sólido recibieron varias designaciones: PRC-6T (T de "Transistor"), PRC-6T/180 (unidad sintetizada de 180 canales) y PRC-6GY.

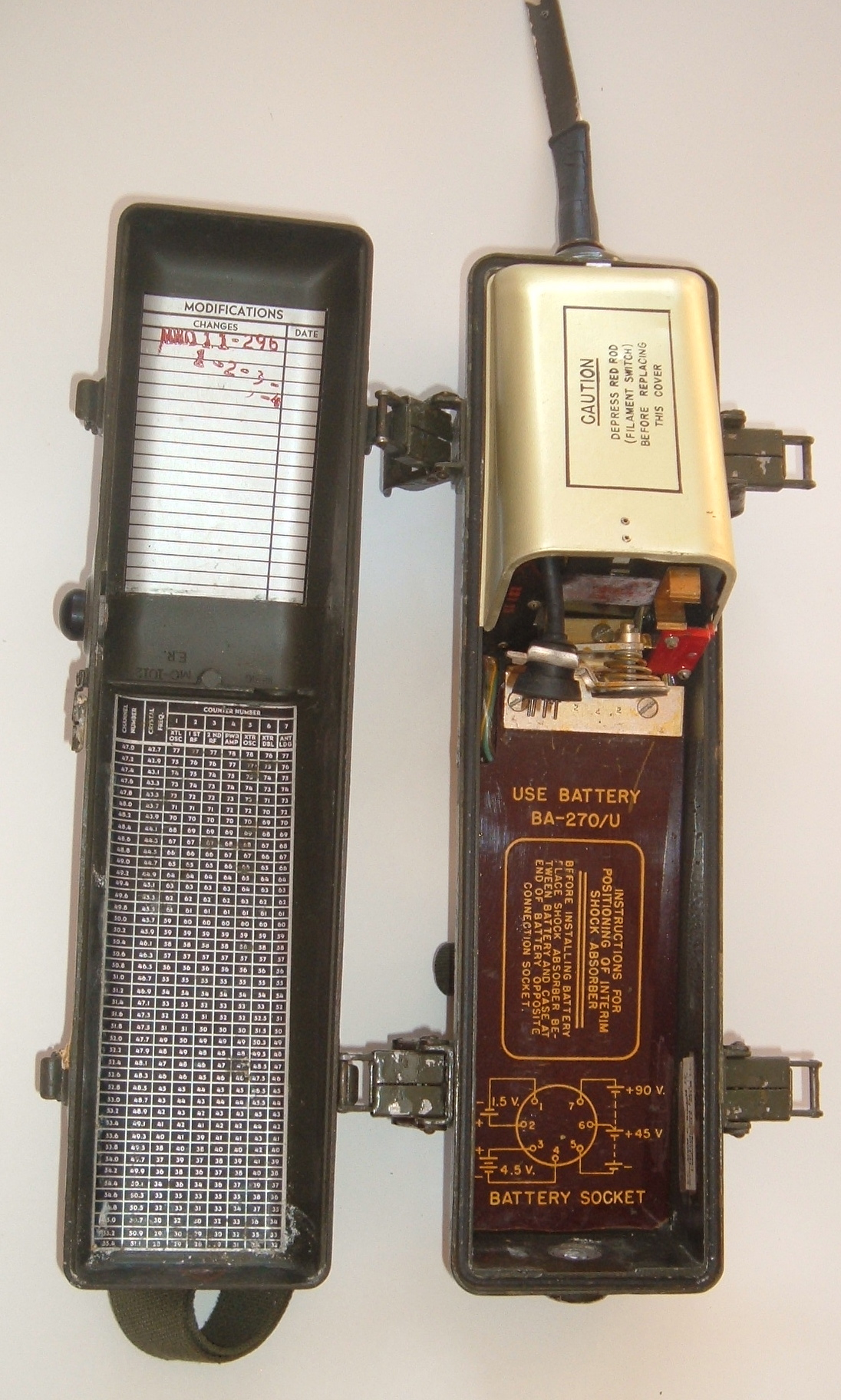
Un AN / PRC-6 con estuche abierto.
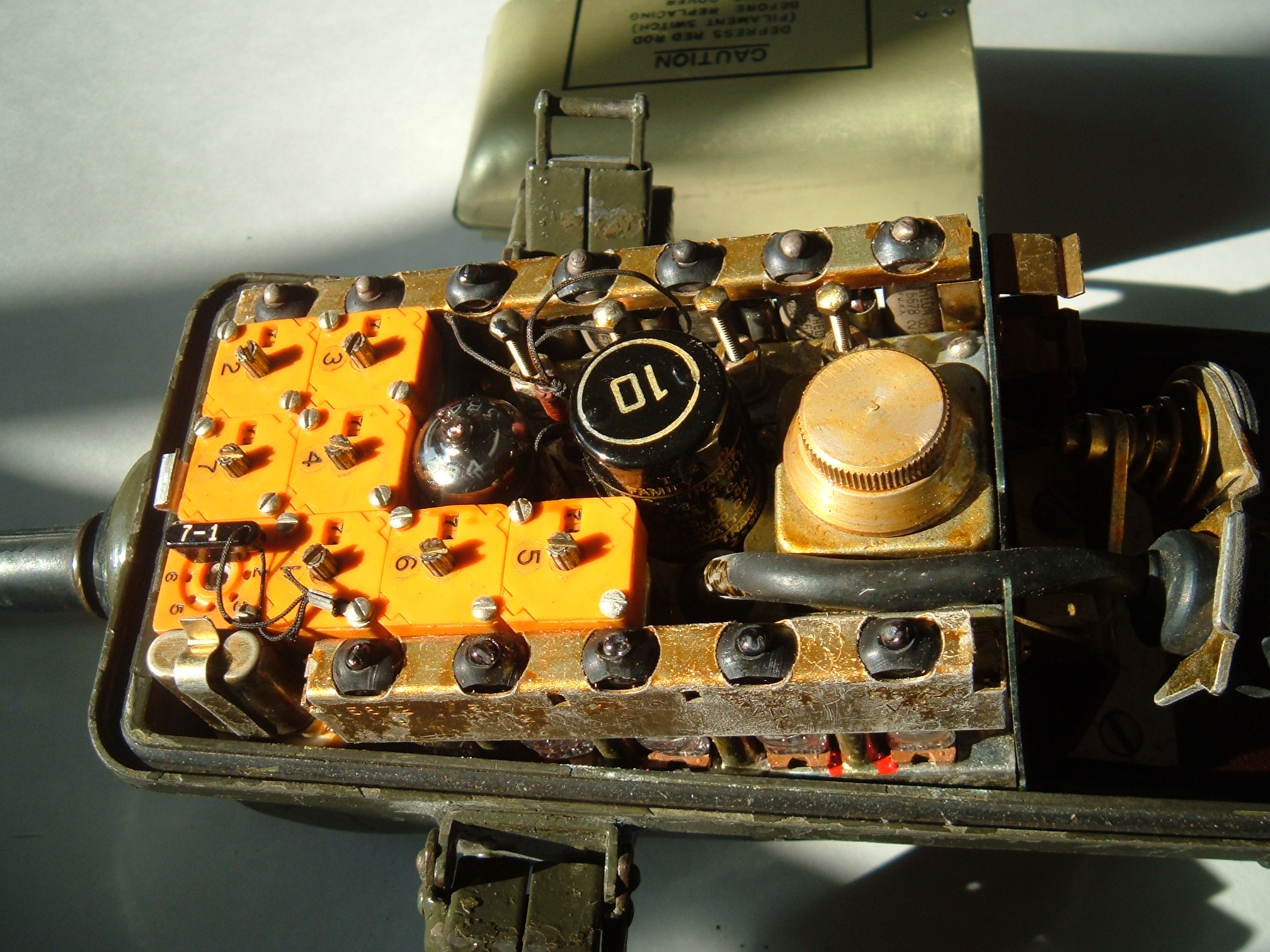
Un AN / PRC-6 abierto con la cubierta de la electrónica retirada
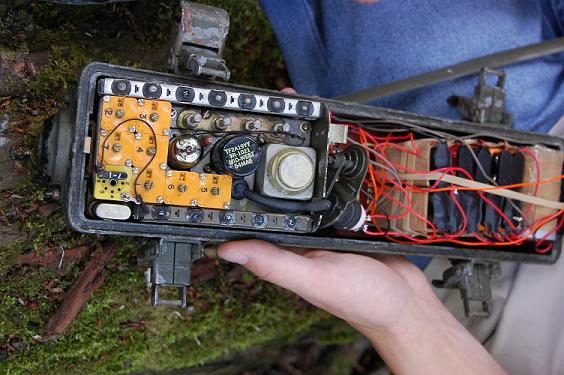
Vista interna de la disposición de una batería casera.
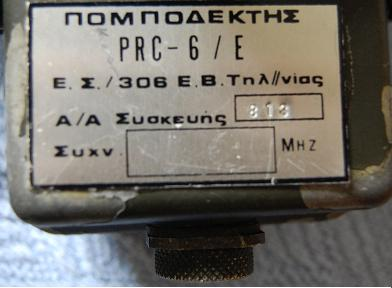
PRC - 6 / E (Con placa de datos en Griego) .
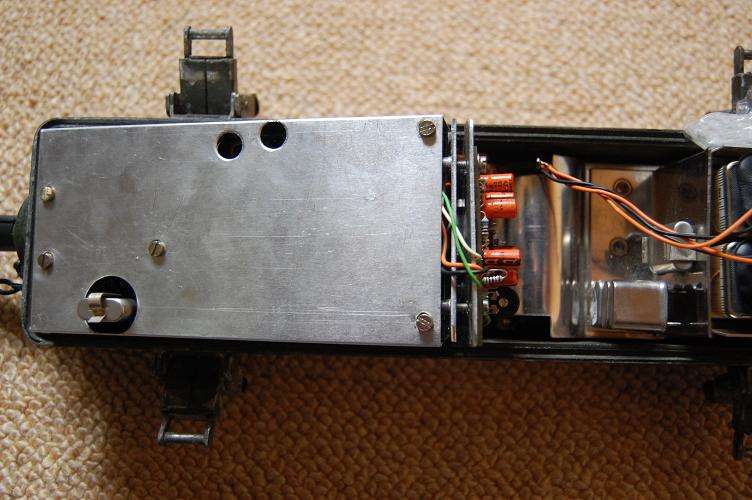
PRC - 6 / E: Vista interna del conjunto fabricado en Italia